# Elvis Job
Elvis Job (* 14. Juli 1988), mit vollständigen Namen Elvis Job Njouonkou Mountap, ist ein vereinsloser kamerunischer Fußballspieler.

## Karriere
Elvis Job spielte bis 2011 in seinem Heimatland Kamerun bei Tiko United. Der Verein aus Tiko spielte in der ersten Liga des Landes, der MTN Elite One. 2012 verließ er Kamerun und ging nach Asien. Hier unterschrieb er in Thailand einen Vertrag beim Songkhla FC. Ein Jahr später wechselte er zum ebenfalls in Songkhla beheimateten Songkhla United. Mit dem Klub spielte er siebenmal in der ersten Liga, der Thai Premier League. Von 2014 bis 2016 stand er beim Ubon Ratchathani FC in Ubon Ratchathani unter Vertrag. Der Verein spielte in der dritten Liga, der damaligen Regional League Division 2. 2014 wurde er mit Ubon Meister der North/Eastern Region. Die Hinserie 2017 spielte er beim Viertligisten Pattani FC in Pattani, die Rückserie stand er beim ebenfalls in der vierten Liga spielenden Satun United FC in Satun unter Vertrag. Mit Satun wurde er Meister der Thai League 4 in der Southern Region. 2018 wechselte er zum Bankhai United FC. Mit dem Verein spielte er in der vierten Liga in der Eastern Region. Am Ende der Saison feierte er mit Bankhai die Meisterschaft der Eastern Region. Der Viertligist Uttaradit FC aus Uttaradit nahm ihn die Saison 2019 unter Vertrag. Am Ende der Saison feierte er mit Uttaradit die Meisterschaft in der Northern Region. Anfang 2020 unterschrieb er einen Vertrag beim Drittligaaufsteiger Pathumthani University FC. Nach einem Spiel wechselte er im gleichen Jahr zum Drittligisten Banbueng FC nach Chonburi. Dort war er bis zum Juni 2021 aktiv und seitdem ist Job ohne neuen Verein.

## Erfolge
Ubon Ratchathani FC
- Regional League Division 2 - North/East: 2014

Satun United FC
- Thai League 4 - South: 2017

Bankhai United FC
- Thai League 4 - East: 2018

Uttaradit FC
- Thai League 4 - North: 2019